# Goulven
Goulven är en kommun i departementet Finistère i regionen Bretagne i västra Frankrike. Kommunen ligger i kantonen Lesneven som tillhör arrondissementet Brest. År 2022 hade Goulven 439 invånare.

## Befolkningsutveckling
Antalet invånare i kommunen Goulven
Referens:INSEE